# نوري عبد الوهاب القره غولي
نوري عبد الوهاب القره غولي وهو وزير عراقي سابق، عين وزيرا للمواصلات والأشغال العامة في 9 حزيران 1954 في وزارة أرشد العمري الثانية بعد استقالة فخري الفخري.